# (5885) Apeldoorn
5885 Apeldoorn is een planetoïde in de planetoïdengordel, ontdekt op 30 september 1973 door de Amerikaanse astronoom Tom Gehrels van het Palomar-observatorium (nabij San Diego, Californië), en door het Nederlandse astronomen-echtpaar Ingrid van Houten-Groeneveld en Cornelis Johannes van Houten, van de sterrewacht Leiden in het kader van de "Second Survey Trojans" (Engels: Second Trojan Survey).
Het werd genoemd ter ere van de Nederlandse amateurastronoom Berend Caspar Jan Apeldoorn (geboren in 1954) ter gelegenheid van zijn 50ste verjaardag.